# Alexhelios
Alexhelios ist der äußere und größere der beiden Monde des Hauptgürtel-Asteroiden (216) Kleopatra. Sein mittlerer Durchmesser beträgt rund 8,9 Kilometer, was etwa 1/14 von Kleopatras mittlerem Durchmesser entspricht.

## Entdeckung und Benennung
Alexhelios wurde auf Aufnahmen vom 19. September 2008 von Franck Marchis, Pascal Descamps, Jérôme Berthier und J. P. Emery unter Verwendung adaptiver Optik am 10–m–Keck II-Teleskop auf dem Mauna Kea auf Hawaii am gleichen Tag kurz vor Cleoselene entdeckt. Kleopatra befand sich zu dieser Zeit in einer günstigen Entfernung von 1,23 AE von der Erde. Bereits 1993 wurde eine Suche nach Begleitern mit dem Hubble-Weltraumteleskop erfolglos durchgeführt, allerdings war Kleopatra zu dem Zeitpunkt 2,38 AE entfernt. Die Entdeckung wurde am 24. September 2008 bekanntgegeben; der Mond erhielt die vorläufige Bezeichnung S/2008 (216) 1.
Das Kleopatra-System ist nach (87) Sylvia, (45) Eugenia und (3749) Balam das vierte entdeckte Asteroiden-Mehrfachsystem im Hauptgürtel und das sechste insgesamt.
Am 18. Februar 2011 wurden beide Monde dann offiziell nach den beiden Kindern der Kleopatra und des Marcus Antonius, Kleopatra Selene II. und Alexander Helios, benannt. In der Griechischen Mythologie repräsentiert Selene den Mond und Helios die Sonne.

## Bahneigenschaften
Alexhelios umläuft Kleopatra auf einer prograden, elliptischen Umlaufbahn in einem mittleren Abstand von rund 678 Kilometern zu deren Zentrum (etwa 11,2 Kleopatra-Radien). Die Bahnexzentrizität ist mit 0,00 praktisch kreisförmig, die Bahnneigung beträgt etwa 51°. Die Umlaufbahn des inneren Mondes Cleoselene ist im Mittel etwa 224 km vom Orbit von Alexhelios entfernt.
Alexhelios umrundet Kleopatra in 2 Tagen und 7,7 Stunden, was etwa 736,6 Umläufen in einem Kleopatra-Jahr (rund 4,67 Erdjahre) entspricht.

## Physikalische Eigenschaften

### Größe
Alexhelios hat einen Durchmesser von 8,9 km, beruhend auf dem Kleopatra entsprechenden angenommenen gleichen Rückstrahlvermögen von 11,6 %. Die Oberfläche ist damit relativ dunkel.
Ausgehend von einem mittleren Durchmesser von 8,9 km ergibt sich eine Oberfläche von etwa 249 km2, was etwas weniger als der Fläche des Schweizer Kantons Nidwalden entspricht.
Bestimmungen des Durchmessers für Alexhelios
| Jahr | Abmessungen km | Quelle          |
| ---- | -------------- | --------------- |
| 2008 | 5,0            | Marchis et al.  |
| 2010 | 8,9 ± 1,6      | Descamps et al. |

Die präziseste Bestimmung ist fett markiert.

### Innerer Aufbau
Da Alexhelios vermutlich aus demselben Material wie Kleopatra besteht, wird die Dichte wie bei Kleopatra auf 3,6 g/cm3 geschätzt. Es ist daher anzunehmen, dass Alexhelios im Innern porös ist und wie der Mutterkörper zu den Rubble Piles gehört.
Die mittlere Oberflächentemperatur beträgt rund 166 K (−107 °C).
Berechnungen zufolge hat sich Kleopatras seltsame Form, deren Rotation und der Mond Alexhelios durch einen schiefwinkligen Einschlag vor etwa 100 Millionen Jahren geformt. Demnach hat die durch den Einschlag angestiegene Rotation den Mutterasteroiden in die heute beobachtete längliche Form gezogen und das Abbrechen von Alexhelios verursacht. Das Abbrechen von Cleoselene hat sich anscheinend wesentlich später ereignet, dieses Ereignis wird vor 10 Millionen Jahren angenommen.